# 冯麻蝇属
冯麻蝇属（学名：Fengia）为麻蝇科的一个属。

## 下属物种
本属包括以下物种：
- 印东冯麻蝇 Fengia ostindicae Senior-White